# Піскунов Сергій Вікторович
Сергій Вікторович Піскунов (рос. Сергей Викторович Пискунов; 11 березня 1981, м. Магнітогорськ, СРСР) — російський хокеїст, лівий нападник. Виступає за «Кубань» (Краснодар) у Вищій хокейній лізі. 
Вихованець хокейної школи «Металург» (Магнітогорськ). Виступав за «Металург» (Магнітогорськ), ЦСКА (Москва), «Сєвєрсталь» (Череповець), «Амур» (Хабаровськ), «Трактор» (Челябінськ), «Донбас» (Донецьк). 
Досягнення
- Чемпіон Росії (2001), срібний призер (2004).